# 谢赫·大哈散王公
谢赫·大哈散（Shaikh Hasan Buzurg，?—1356年），号称布祖格（Buzurg，意为大），蒙古札剌亦儿部人。伊兒汗國末期，西部分裂为楚邦王朝和札剌亦儿王朝，谢赫·大哈散就是札剌亦儿王朝的建立者。1337年7月26日，谢赫·大哈散进攻报达（巴格达），可汗木撒逃跑，报达城主阿里被杀。谢赫·大哈散在伊儿汗国首都桃里寺（大不里士）拥立年幼的麻合马继位。楚邦王朝谢赫·小哈散·楚邦王公在1338年7月16日，击败大哈散，占领伊兒汗國首都桃里寺，可汗麻合马被楚邦王朝俘杀。1339年，大哈散在报达拥立只罕帖木儿为可汗，第二年，大哈散废黜只罕帖木儿，自立为可汗。楚邦王朝衰落的过程中，谢赫·大哈散多次干涉其内部事务。1356年，谢赫·大哈散去世。
| 前任： — | 札剌亦儿王朝君主 1336年－1356年 | 繼任： 谢赫·乌畏思 |